# Пало-Альто (Пенсільванія)
Пало-Альто (англ. Palo Alto) — місто (англ. borough) в США, в окрузі Скайлкілл штату Пенсільванія. Населення — 970 осіб (2020).

## Географія
Пало-Альто розташоване за координатами 40°41′10″ пн. ш. 76°10′12″ зх. д. / 40.68611° пн. ш. 76.17000° зх. д. (40.686087, -76.169934).  За даними Бюро перепису населення США в 2010 році місто мало площу 2,70 км², уся площа — суходіл.

## Демографія
Згідно з переписом 2010 року, у селищі мешкали 1032 особи в 435 домогосподарствах у складі 293 родин. Густота населення становила 382 особи/км².  Було 475 помешкань (176/км²).
Расовий склад населення:
| - 97,6 % — білих - 0,8 % — чорних або афроамериканців - 0,7 % — азіатів |

До двох чи більше рас належало 0,3 %. Частка іспаномовних становила 1,9 % від усіх жителів.
За віковим діапазоном населення розподілялося таким чином: 19,1 % — особи молодші 18 років, 64,8 % — особи у віці 18—64 років, 16,1 % — особи у віці 65 років та старші. Медіана віку мешканця становила 42,7 року. На 100 осіб жіночої статі у селищі припадало 99,6 чоловіків;  на 100 жінок у віці від 18 років та старших — 99,8 чоловіків також старших 18 років.
Середній дохід на одне домашнє господарство  становив 50 735 доларів США (медіана — 42 778), а середній дохід на одну сім'ю — 57 601 долар (медіана — 56 932). Медіана доходів становила 41 250 доларів для чоловіків та 35 170 доларів для жінок. За межею бідності перебувало 10,4 % осіб, у тому числі 23,6 % дітей у віці до 18 років та 1,0 % осіб у віці 65 років та старших.
Цивільне працевлаштоване населення становило 516 осіб. Основні галузі зайнятості: освіта, охорона здоров'я та соціальна допомога — 25,0 %, виробництво — 19,4 %, роздрібна торгівля — 12,8 %, науковці, спеціалісти, менеджери — 10,1 %.